# 白崖（乙）遗址
白崖（乙）遗址，位于中国青海省互助县城关乡白崖村，为青海省市县级文物保护单位，公布日期为1983年10月12日，类型为古遗址。
白崖（乙）遗址的历史年代为青铜时代、卡约文化。